# Прокопьев, Максим Прокопьевич
Максим Прокопьевич Прокопьев (19 января 1884 с. Нырья Ядыгерская волость, Мамадышский уезд, Казанская губерния — 30 июня 1919, Кунгур) — удмуртский писатель, революционер, большевик, участник Гражданской войны, один из основоположников удмуртской государственности. Поэт, педагог и просветитель, первый переводчик «Интернационала» на удмуртский язык.

## Биография
Родился в многодетной удмуртской крестьянской семье в с. Нырья Ядыгерской волости Мамадышского уезда Казанской губернии 19 января 1884 года.
С детства владел русским, удмуртским, башкирским и татарским языками. Окончил земскую школу, Карлыганскую удмуртскую школу, Казанскую инородческую учительскую семинарию.
Работал учителем в земских школах удмуртских деревень — Каймашабаш, Каплы (ныне в Башкирии) и Верхний Гондыр (ныне в Пермском крае).
Ещё во время учёбы в семинарии активно включился в политическую жизнь. В 1914 году мобилизован в армию. Весной 1917 года вернулся с фронта в Осинский уезд Пермской губернии, вступил в РСДРП(б). Участвует в установлении Советской власти, избирается в Совет депутатов Осинского уезда Пермской губернии.
В июне 1918 г. под его руководством в Елабуге прошел Первый Всероссийский съезд удмуртов, в марте 1919 г. — Второй Всероссийский съезд удмуртов в Сарапуле.
3 июня 1919 г. возглавил в Москве Вотский отдел Наркомнаца РСФСР. Вёл подготовительную работу по организации Вотской автономной области, по изданию книг и газет на удмуртском языке. Подготовил проект Конституции автономной области и определил предварительные границы автономии.
В связи с захватом колчаковцами северных районов Удмуртии попросился добровольцем на Восточный фронт и погиб в бою 30 июня 1919 г. вблизи города Кунгур, на реке Ирень, командуя разведротой.

## Вклад в литературу и публицистику
Стремясь разъяснять революционные идеи крестьянам-удмуртам, неграмотным и не знающим или плохо знающим русский язык, начинает заниматься литературным трудом на удмуртском языке. Ещё в годы Первой Мировой войны перевел на удмуртский язык «Интернационал». Следующим переводом стала пушкинская «Сказка о попе и о работнике его Балде».
При жизни была напечатана одна книга стихотворений и публицистических статей М. П. Прокопьева — «Максимлэн гожтэмез» («Написанное Максимом»), изданная в г. Оса в 1919 г. на закамском диалекте удмуртского языка. Стихотворения, вошедшие в него, основаны на материале Библии и христианской литературы.

## Память
В 2020 году Государственный Совет Удмуртской Республики включил день рождения М. П. Прокопьева в перечень памятных дат республики. Именем Максима Прокопьева названа школа в его родном селе Нырья, а также в районном центре г.Кукмор имеются одна улица и переулок